# Gwendoline Konie

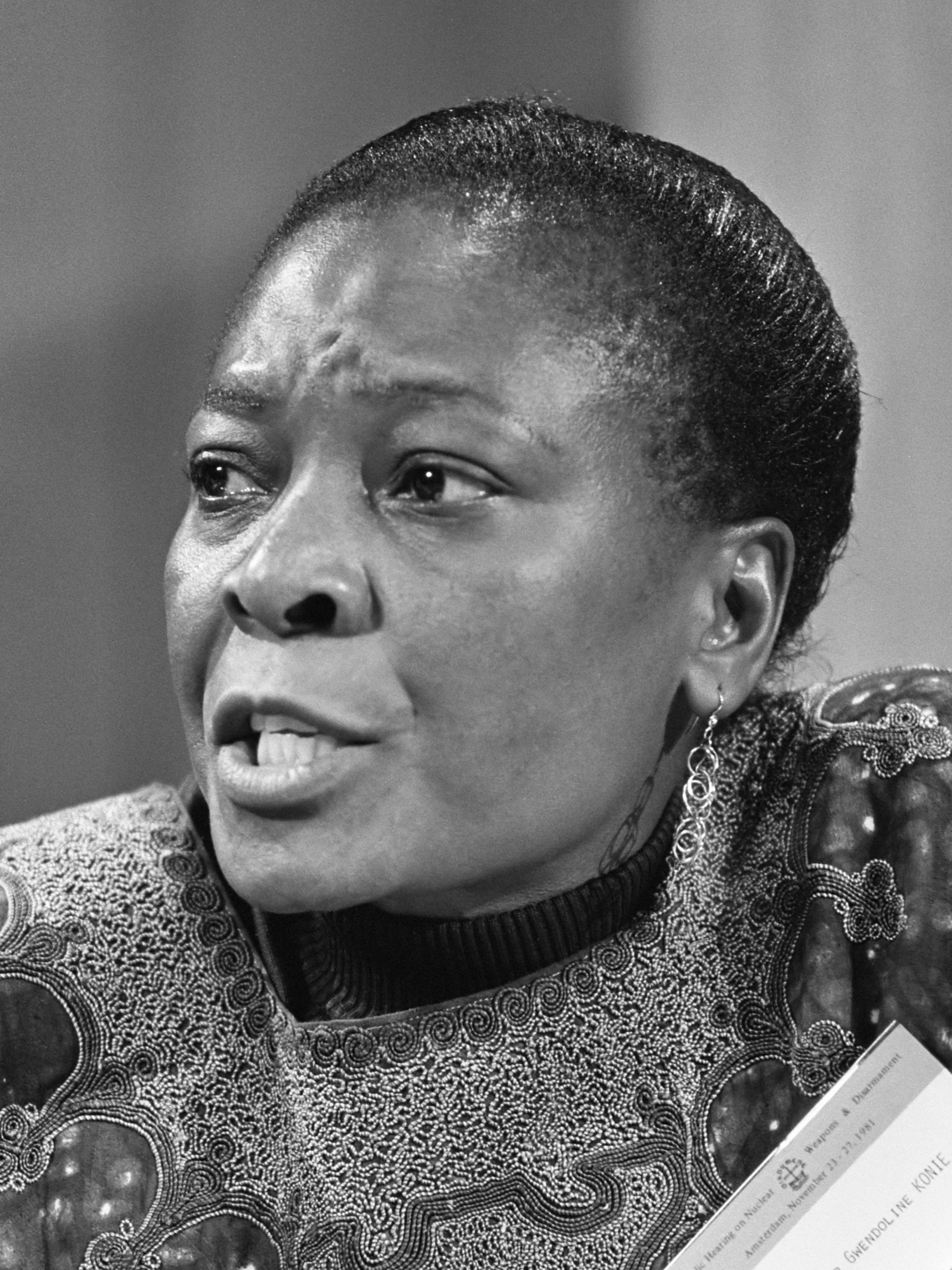
Gwendoline Konie (1981)

Gwendoline Chomba Konie (* 9. Oktober 1938; † 14. März 2009 in Lusaka) war Vorsitzende der Social Democratic Party und kandidierte bei den Wahlen in Sambia 2001 für die Präsidentschaft. Sie konnte 0,59 Prozent der Stimmen auf sich vereinen.
Gwendoline Konie war eine politische Persönlichkeit der Dekolonisierung und mehr noch eine der Ära von Kenneth Kaunda. 1962 wurde sie für die Gesetzgebende Versammlung nominiert. Später besetzte sie verschiedene exponierte Positionen. Sie war Botschafterin Sambias bei den Vereinten Nationen sowie Schweden, Dänemark, Norwegen, Finnland und Deutschland. Sie hatte den Vorsitz inne bei der Abfassung des Vierten Nationalen Entwicklungsplans. Für die Weltfrauenkonferenz in Peking 1995 organisierte sie die Themenberatung.
Gwendoline Konie ging 2005 in Pension und trat von allen Ämtern zurück. Nach ihrem Tod wurde sie am 17. März 2009 mit einem Staatsbegräbnis in Lusaka beigesetzt.